# Columbia County (Florida)
Das Columbia County ist ein County im US-Bundesstaat Florida. Der Verwaltungssitz (County Seat) ist Lake City.

## Geschichte
Das Columbia County wurde am 4. Februar 1832 aus Teilen des Alachua County gebildet und nach Christoph Columbus benannt.

## Geographie
Das County liegt im Norden von Florida, grenzt an Georgia und hat eine Fläche von 2075 Quadratkilometern, wovon zehn Quadratkilometer Wasserfläche sind. Es grenzt im Uhrzeigersinn an folgende Countys: Baker County, Union County, Alachua County, Gilchrist County, Suwannee County und Hamilton County.

## Demografische Daten
Nach der Volkszählung im Jahr 2010 lebten im Columbia County 67.531 Menschen in 28.636 Haushalten. Die Bevölkerungsdichte betrug 32,7 Einwohner pro Quadratkilometer. Ethnisch betrachtet setzte sich die Bevölkerung zusammen aus 77,9 % Weißen, 17,5 % Afroamerikanern, 0,5 % Indianern und 0,9 % Asian Americans. 1,3 % waren Angehörige anderer Ethnien und 1,9 % verschiedener Ethnien. 4,9 % der Bevölkerung bestand aus Hispanics oder Latinos.
Im Jahr 2010 lebten in 32,5 % aller Haushalte Kinder unter 18 Jahren sowie 29,8 % aller Haushalte Personen mit mindestens 65 Jahren. 68,7 % der Haushalte waren Familienhaushalte (bestehend aus verheirateten Paaren mit oder ohne Nachkommen bzw. einem Elternteil mit Nachkomme). Die durchschnittliche Größe eines Haushalts lag bei 2,52 Personen und die durchschnittliche Familiengröße bei 3,00 Personen.
25,4 % der Bevölkerung waren jünger als 20 Jahre, 24,8 % waren 20 bis 39 Jahre alt, 28,1 % waren 40 bis 59 Jahre alt und 21,7 % waren mindestens 60 Jahre alt. Das mittlere Alter betrug 40 Jahre. 51,8 % der Bevölkerung waren männlich und 48,2 % weiblich.
Das jährliche Durchschnittseinkommen eines Haushalts betrug 37.534 USD, dabei lebten 19,7 % der Bevölkerung unter der Armutsgrenze.
Im Jahr 2010 war englisch die Muttersprache von 94,21 % der Bevölkerung, spanisch sprachen 3,96 % und 1,83 % hatten eine andere Muttersprache.

## Kultur und Sehenswürdigkeiten

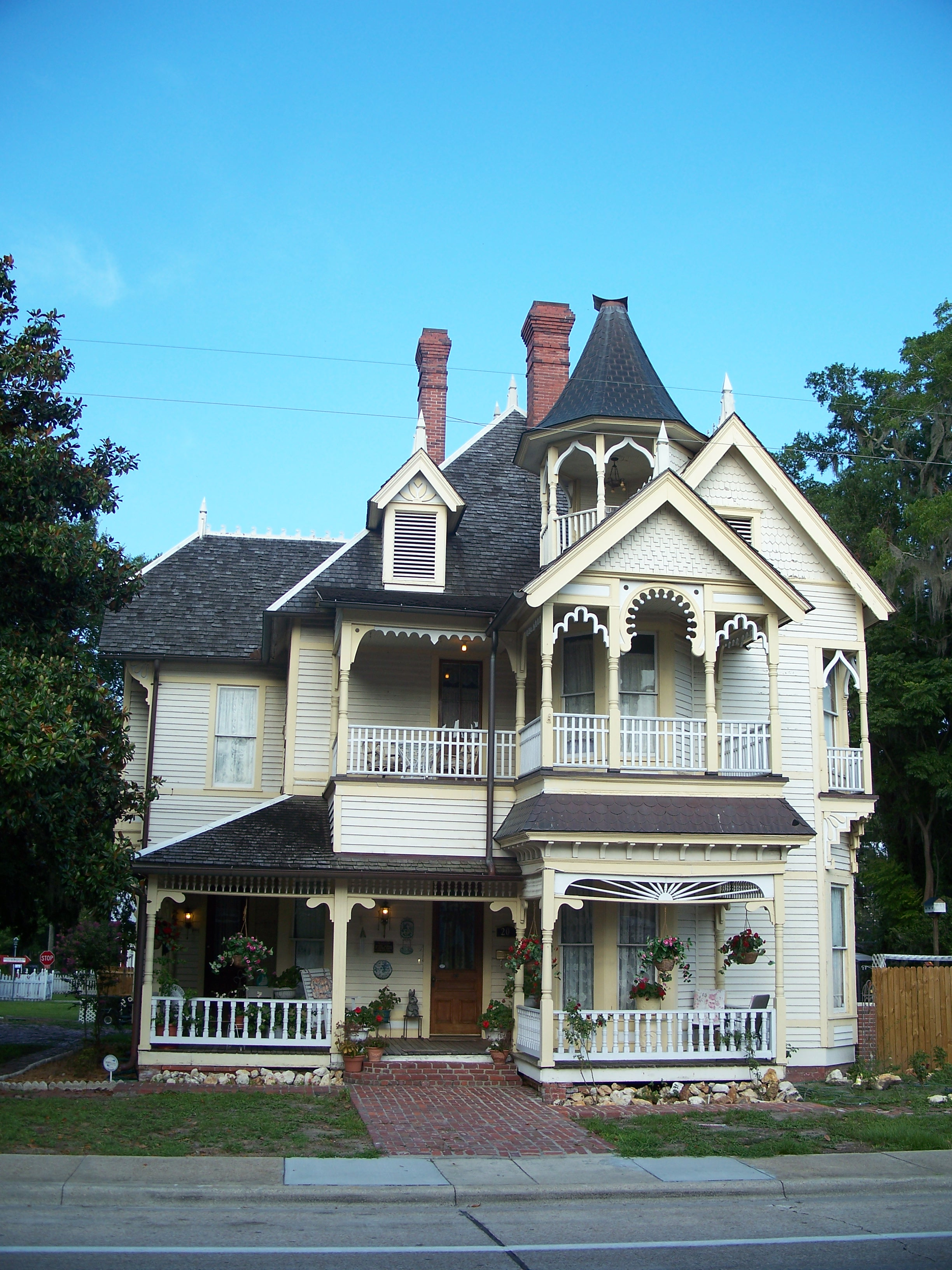
T. G. Henderson House (2007). Dieses 1894 errichtete Haus wurde im Juli 1973 als erstes Objekt des County in das NRHP eingetragen.

Zwölf Bauwerke, Stätten und historische Bezirke (Historic Districts) im Columbia County im National Register of Historic Places („Nationales Verzeichnis historischer Orte“; NRHP) eingetragen (Stand 16. Januar 2023), darunter drei Kirchen und das ehemalige Gerichts- und Verwaltungsgebäude des Countys.

## Weiterführende Bildungseinrichtungen
- Lake City Community College in Lake City

## Orte im Columbia County
Orte im Columbia County mit Einwohnerzahlen der Volkszählung von 2010:
City:
- Lake City (County Seat) – 12.046 Einwohner

Town:
- Fort White – 567 Einwohner

Census-designated places:
- Five Points – 1.265 Einwohner
- Watertown – 2.829 Einwohner